# Список депутатов Верховного Совета Казахской ССР IV созыва
Депутаты Верховного Совета Казахской ССР IV созыва (1955—1959). Избраны на выборах Верховного Совета Казахской ССР 6 марта 1955 года.
Общее количество избирателей во всем 425 избирательным округам составило 4 456 004 человека, из которых приняло участие в выборах депутатов Верховного Совета Казахской ССР 4 455 717 человек или 99,99 процента от общего числа избирателей.
Во всех избирательных округах за кандидатов блока коммунистов и беспартийных голосовало 4 448 824 избирателя, что составляет 99,85 процента от общего числа участвовавших в голосовании. Против кандидатов в депутаты голосовало 6 833 человека или 0,15 процента от общего числа избирателей, участвовавших в голосовании. Признано недействительными на основании ст. 79 «Положения о выборах в Верховный Совет Казахской ССР» 60 бюллетеней.

## Гор. Алма-Ата
1. Закарин, Аскар Закарьевич — Вузовский округ
2. Исалиев, Мухамеджан Нугметович — Алма-Атинский — Орджоникидзевский округ
3. Козлов, Александр Николаевич — Алма-Атинский — Микоянский округ
4. Коробова, Мария Ивановна — Алма-Атинский — Андреевский округ
5. Кунаев, Динмухамед Ахмедович — Горно-Октябрьский округ
6. Мамонов, Фёдор Антонович — Ташкентский округ
7. Мукосов, Иван Григорьевич — Кирпично-Заводской округ
8. Резчик, Пётр Харитонович — Алма-Атинский — Молотовский округ
9. Рекина, Таисия Фёдоровна — Алма-Атинский — Ленинский округ
10. Соколов, Василий Афанасьевич — Садовый округ
11. Сызганов, Александр Николаевич — Алма-Атинский — Кировский округ
12. Тихов, Гавриил Адрианович — Алма-Атинский — Привокзальный округ
13. Ундасынов, Нуртас Дандыбаевич — Алма-Атинский — Железнодорожный округ
14. Фесенков, Василий Григорьевич — Алма-Атинский Октябрьский округ
15. Харламова, Валентина Борисовна — Алма-Атинский — Строительный округ
16. Хрущёв, Никита Сергеевич — Алма-Атинский — Сталинский округ

## Алма-Атинская область
1. Абишев, Садыр Абишевич — Джаланашский округ
2. Амриев, Абдугали — Панфиловский округ
3. Асанова, Антонина Васильевна — Тургенский округ
4. Атамкулова, Кулия — Узун-Агачский округ
5. Бейсенова, Марьямбике Жамалитдиновна — Баканасский округ
6. Бекешева, Шалипа — Больше-Алма-Атинский округ
7. Болдырев, Михаил Гаврилович — Мало-Станичный округ
8. Бунаков, Захар Агеевич — Каскеленский округ
9. Гасизова, Санжар Бабазовна — Тастакский округ
10. Далибаева, Болатнай — Ново-Чемолганский округ
11. Даниловская, Руфина Даниловна — Чиликский округ
12. Джангозин, Джакипбек — Нарынкольский округ
13. Ильяшев, Рымбек — Илийский округ
14. Малькеев, Алханбек — Иссыкский округ
15. Манько, Леонид Степанович — Бель-Булакский округ
16. Прибылин, Алексей Андреевич — Кзыл-Туский округ
17. Семятова, Марьям — Чунджинский округ
18. Суслина, Мария Дмитриевна — Талгарский округ
19. Шпаков, Онуфрий Степанович — Кара-Кастекский округ

## Акмолинская область
1. Бараев, Александр Иванович — Казгочинский — Сельский округ
2. Босенко, Максим Степанович — Атбасарский — Сельский округ
3. Бессмертных, Степанида Ефимовна — Алексеевский округ
4. Бородин, Андрей Михайлович — Молотовский округ
5. Бутин, Мажекен Есенович — Шортандинский округ
6. Джандильдин, Нурумбек — Калининский округ
7. Жакупов, Рахан — Кургальджинский округ
8. Ибраева, Ажар Хакимовна — Макинский — Городской округ
9. Ильясов, Губайдулла Утарович — Ерментауский округ
10. Каганович, Лазарь Моисеевич — Акмолинский — Железнодорожный округ
11. Кинатова, Зубатай — Сталинский — Промышленной округ
12. Клешня, Марк Акимович — Жолымбетский округ
13. Кононова, Анна Ивановна — Вишневский округ
14. Крюкова, Капиталина Николаевна — Никольский округ
15. Лепеха, Степан Прокофьевич — Красивинский округ
16. Макарин, Василий Филиппович — Атбасарский — Городской округ
17. Макурин, Михаил Иванович — Акмолинский — Привокзальный округ
18. Моисеев, Павел Васильевич — Акмолинский — Заводской округ
19. Морозкина, Пелагея Васильевна — Вознесенский округ
20. Мусабеков, Картай — Акмолинский — Центральный округ
21. Нагизканова, Шарипа — Ишимский округ
22. Небесный, Гаврил Петрович — Акмолинский — Деповский округ
23. Пономаренко, Пантелеймон Кондратьевич — Акмолинский — Сельский округ
24. Салий, Иван Иосифович — Еркеншиликский округ
25. Сапрыгина, Раиса Степановна — Сандыктауский округ
26. Трофимов, Степан Яковлевич — Ново-Черкасский округ
27. Укубаев, Акпан — Есильский округ
28. Шевцова, Анастасия Фёдоровна — Ново-Ишимский округ

## Актюбинская область
1. Бейсебаев, Масымхан — Иргизский округ
2. Бекешева, Бибатпа — Карабутакский округ
3. Бримова, Балым — Челкарский округ
4. Варламова, Ирина Дмитриевна — Темирский округ
5. Гогосов, Владимир Антонович — Степной округ
6. Губин, Владимир Владимирович — Актюбинский — Молотовский округ
7. Дияров, Курман — Байганинский округ
8. Дэльвин, Павел Илларионович — Уилский округ
9. Курманиязова, Шакиза — Джурунский округ
10. Лахно, Павел Михайлович — Новороссийский округ
11. Недилько, Алексей Тимофеевич — Актюбинский — Калининский округ
12. Нурлыбаева, Дамеш — Ключевой округ
13. Первухин, Михаил Георгиевич — Актюбинский — Сталинский округ
14. Родионов, Василий Сергеевич — Хобдинский округ
15. Ташенев, Жумабек Ахметович — Родниковский округ
16. Укибаев, Исмагул — Актюбинский — Ленинский округ
17. Хвостов, Михаил Ионович — Мартукский округ
18. Хусаинов, Сандыгалий Хусайнович — Кандагачский округ

## Восточно-Казахстанская область
1. Абишев, Курман — Мариногорский округ
2. Баишев, Сактаган — Верхубинский округ
3. Бакауов, Хафиз — Бухтарминский округ
4. Бейсенов, Алишер Бейсенович — Белоусовский округ
5. Беляев, Василий Корнилович — Усть-Каменогорский — Железнодорожный округ
6. Бородин, Константин Петрович — Аблакетский округ
7. Бочарова, Тамара Алексеевна — Усть-Каменогорский — Заречный округ
8. Булганин, Николай Александрович — Усть-Каменогорский — Промышленный округ
9. Вдовин, Александр Николаевич — Зыряновский — Строительный округ
10. Виноградова, Анфия Акимовна — Шемонаихинский — Сельский округ
11. Гостева, Анфиса Григорьевна — Лениногорский — Строительный округ
12. Ерахтин, Борис Михайлович — Серебрянский округ
13. Ергалиев, Абдеш — Ульбастроевский округ
14. Жакипова, Кульжан — Катон-Карагайский округ
15. Иманбаева, Нурлан — Зайсанский округ
16. Калиева, Кабидулла — Самарский округ
17. Канторез, Матрёна Михайловна — Усть-Каменогорский округ
18. Литовченко, Александр Фёдорович — Верхне-Березовский округ
19. Лямин, Сергей Дмитриевич — Заульбинский — Ленинский округ
20. Махмутов, Тыныбек — Солоновский округ
21. Онищенко, Фёдор Ефимович — Таврический округ
22. Петухов, Федот Дмитриевич — Глубоковский округ
23. Плюхина, Вера Васильевна — Лениногорский — Школьный округ
24. Снегин, Дмитрий Фёдорович — Путинцевский округ
25. Садыкова, Макбобе — Уланский округ
26. Сазонтов, Алексей Матвеевич — Больше-Нарымский округ
27. Самохвалов, Александр Иванович — Пригородный округ
28. Сатпаев, Каныш Имантаевич — Лениногорский — Центральный округ
29. Сатулганов, Нурий — Лениногорский — Промышленный округ
30. Сванов, Кабиткан — Кумашкинский округ
31. Силифонова, Мария Михайловна — Маркакульский округ
32. Соболев, Иван Иванович — Заульбинский округ
33. Тажиев, Ибрагим Тажиевич — Зыряновский — Сталинский округ
34. Уанбаев, Амирбек — Тарбагатайский округ
35. Хохлачев, Анатолий Леонидович — Шемонаихинский округ
36. Черненко, Александра Емельяновна — Зыряновский — Промышленный округ
37. Шушарин, Пётр Трофимович — Зыряновский — Сельский округ
38. Щетинина, Юлия Яковлевна — Зыряновский округ
39. Эпиктетов, Сергей Фёдорович — Чердоякский округ

## Гурьевская область
1. Жумагалиева, Жумазия — Котяевский округ
2. Жусупов, Абжан — Новобогатинский округ
3. Исмагамбетов, Утешкали — Баксайский округ
4. Калыбаева, Мария — Шевченковский округ
5. Лапаев, Сергей Николаевич — Кзыл-Кугинский округ
6. Михайлова, Анастасия Ивановна — Гурьевский округ
7. Муканов, Сабит — Гурьевский — Заводской округ
8. Нуркасынов, Сапиден — Испульский округ
9. Полимбетов, Сеитжан — Денгизский округ
10. Самарханова, Суйрик — Жилокосинский округ
11. Севрюгина, Анна Семёновна — Гурьевский — Кагановиский округ
12. Тажибаев, Тулеген Тажибаевич — Эмбенский округ
13. Утебаев, Сафи Утебаевич — Макатский округ
14. Шаукенбаев, Тарбай — Мангистауский округ

## Джамбулская область
1. Алексеев, Николай Фёдорович (депутат) — Красногорский округ
2. Апатаев, Галимжан — Джамбулский — Сельский округ
3. Артыгалиев, Чулак — Луговской округ
4. Байбатшаев, Шабдан — Таласский округ
5. Бегешев, Гусман — Акыр-Тюбинский округ
6. Бурляева, Надежда Алексеевна — Братский округ
7. Галеева, Амина Шариповна — Джамбулский — Кагановичский округ
8. Гладышева, Екатерина Ефимовна — Ровненский округ
9. Джумагулов, Ергеш — Джамбулский — Железнодорожный округ
10. Досанов, Абдрахман — Курдайский округ
11. Егембердиева, Науат — Ассинский округ
12. Заболотная, Марфа Андреевна — Успеновский округ
13. Калдыбаев, Шаймерден — Сарысуйский округ
14. Копач, Лидия Яковлевна — Джамбулский — Кировский округ
15. Куанышбаев, Жазылбек — Коктерекский округ
16. Кулак, Владимир Сергеевич — Чуйский округ
17. Лешкова, Александра Сергеевна — Новотроицкий округ
18. Лунина, Неля Алексеевна — Моинты-Чуйский округ
19. Новиков, Николай Дмитриевич — Меркенский округ
20. Поспелов, Николай Николаевич (депутат) — Бурненский округ
21. Саткулов, Мынжасар — Свердловский округ
22. Тулебаев, Мукан — Джамбулский — Фурмановский округ
23. Усольцева, Мария Сергеевна — Джамбулский — Октябрьский округ
24. Шаталин, Николай Николаевич — Джамбулский — Сахарозаводской округ
25. Шатохина, Пелагея Яковлевна — Костаганский округ
26. Шергина, Екатерина Васильевна — Каракунузский округ
27. Шимашова, Батима — Ески-Чуйский округ

## Западно-Казахстанская область
1. Атоян, Пётр Александрович — Уральский — Советский округ
2. Баубеков, Хайркожа — Джамбейтинский округ
3. Бультрикова, Балжан — Каратюбинский округ
4. Волошко, Павел Порфирьевич — Чингирлауский округ
5. Гарагаш, Александр Дементьевич — Зеленовский округ
6. Джанашева, Сандеш — Казталовсккй округ
7. Ермукатова, Калида Айткуловна — Уральский — Железнодорожный округ
8. Землянов, Павел Николаевич — Теректинский округ
9. Набатов, Александр Аркадьевич — Тайпакский округ
10. Поспелов, Пётр Николаевич — Приуральский округ
11. Садынова, Мубина — Фурмановский округ
12. Савенкова, Тамара Георгиевна — Уральский — Фурмановский округ
13. Сарсенов, Есим — Джаныбекский округ
14. Смилин, Варфоломей Лаврентьевич — Каменский округ
15. Солодилова, Зоя Яковлевна — Пушкинский округ
16. Сулекешев, Джумагалий — Джангалинский округ
17. Токтамысов, Салимгерей — Чапаевский округ
18. Федько, Андрей Григорьевич — Бурлинский округ

## Карагандинская область
1. Айманов, Шакен Кенжетаевич — Ново-Тихоновский округ
2. Акулов, Пётр Филимонович — Ново-Майкудукский округ
3. Арстанбеков, Аубакер Абдраимович — Моинтинский округ
4. Байгалиев, Рахим Байгалиевич — Карагандинский — Ленинский округ
5. Байсеитова, Куляш — Карагандинский округ
6. Балагазина, Сара — Жана-Аркинский округ
7. Бальмонт, Владимир Александрович — Осакаровский округ
8. Барский, Мин Иванович — Карагандинский — Сталинский округ
9. Бойко, Елизавета Елисеевна — Карагандинский — Молотовский округ
10. Ганкевич, Тимофей Евстафьевич — Шахтный округ
11. Герман, Фёдор Ефремович — Коунрадский округ
12. Гурба, Виктор Васильевич — Джезказганский округ
13. Дворникова, Пелагея Михайловна — Карагандинский — Горьковский округ
14. Дюмин, Иван Степанович — Пролетарский округ
15. Жарков, Михаил Иванович — Каражартаский округ
16. Жусупова, Жамал — Улутауский округ
17. Зеленцов, Владимир Яковлевич — Интернациональный округ
18. Зимина, Елизавета Петровна — Горняцкий округ
19. Иванова, Антонина Васильевна — Михайловский округ
20. Ильюшенко, Сусанна Емельяновна — Каркаралинский округ
21. Искакова, Шакар — Карагандинский — Заводской округ
22. Калкенов, Шамухан — Карсакпайский округ
23. Карибжанов, Фазыл — Ворошиловский округ
24. Клименко, Лаврентий Кириллович — Соцгородской округ
25. Кудрявцева, Ольга Петровна — Майкудукский округ
26. Курченко, Степан Пименович — Ростовский округ
27. Мальцев, Николай Ильич — Горбачевский округ
28. Мамраев, Мартбек — Карагандинский — Ждановский округ
29. Матвеенко, Николай Владимирович — Балхашский округ
30. Мендикулов, Малбагар Мендикулович — Карагандинский — Комсомольский округ
31. Молотов, Вячеслав Михайлович — Карагандинский — Кировский округ
32. Мусин, Бейсембек — Нуринский округ
33. Муталипова, Дамелия — Четский округ
34. Нурмагамбетов, Башир — Карагандинский — Амангельдинский округ
35. Положий, Фёдор Михайлович — Саранский округ
36. Садыкова, Жибек — Бертысский округ
37. Семёнова, Зинаида Петровна — Новогородской округ
38. Султанов, Клычбай — Кенгирский округ
39. Тулебаев, Тулепберген — Агадырский округ
40. Турмагамбетов, Укен — Темир-Тауский округ
41. Успанов, Курмангали — Тельманский округ
42. Хлебов, Прокофий Авксентьевич — Актогайский округ
43. Шарипов, Касым Шарипович — Карагандинский — Фурмановский округ
44. Шмельков, Иван Егорович — Карагандинский — Железнодорожный округ

## Кзыл-ординская область
1. Абилова, Кульшара — Терень-Узекский округ
2. Даутбаев, Тулеген — Сыр-Дарьинский округ
3. Джумалиев, Джумагазы Юсупович — Аральский — Городской округ
4. Едильбаев, Измухаммед Едильбаевич — Джалагашский округ
5. Ермагамбетова, Шекер — Придарьинский округ
6. Жахаев, Ибрай — Чиилийский округ
7. Жубаниязов, Алсеит — Камышлыбашский округ
8. Карынбаев, Сибугатулла Рыскалиевич — Казалинский — Городской округ
9. Касымов, Ашим Касымович — Кзыл-Ординский — Центральный округ
10. Летунов, Николай Александрович — Ново-Казалиинский округ
11. Маканов, Дусембай — Казалинский — Сельский округ
12. Нарымбаева, Шырын — Яны-Курганский округ
13. Наурзбаева, Халима — Кзыл-Ординский — Железнодорожный округ
14. Оразалиева, Аяр — Аральский — Сельский округ
15. Оспанов, Сейдулла — Байгакумский округ
16. Цай, Ден Хак — Кармакчинский округ

## Кокчетавская область
1. Абишев, Айтыбай Абишевич — Щучинский — Сельский округ
2. Бектурганов, Хасан Шаяхметович — Зерендинский округ
3. Бережная, Антонина Антоновна — Дмитриевский округ
4. Жангалов, Баян — Целинный округ
5. Жуков, Леонид Георгиевич — Степнякский — Городской округ
6. Забежанский, Натан Хаимович — Октябрьский округ
7. Исмагулова, Нагипа — Кокчетавский — Сельский округ
8. Кирпо, Любовь Кирилловна — Володарский округ
9. Колесников, Николай Фёдорович — Кзыл-Туский округ
10. Косыбаев, Токсанбай — Энбекшильдерский округ
11. Краснов, Михаил Петрович (депутат) — Чкаловский округ
12. Михеева, Зинаида Никандровна — Кокчетавский — Куйбышевский округ
13. Морозов, Андрей Константинович — Калиновский округ
14. Мурзахметов, Камел — Совхозный округ
15. Мякота, Никон Николаевич — Кременчугский округ
16. Николаев, Семён Филиппович — Кемеровский округ
17. Радченко, Мария Фёдоровна — Кокчетавский — Кировский округ
18. Рохманюк, Дмитрий Дмитриевич — Красноармейский округ
19. Скрипник, Дмитрий Андреевич — Рузаевский округ
20. Суслов, Михаил Андреевич — Кокчетавский — Городской округ
21. Цыбенко, Михаил Иванович — Тахтабродский округ
22. Шилова, Анастасия Елисеевна — Арык-Балыкский округ
23. Шляпников, Филипп Васильевич — Щучинский — Городской округ

## Кустанайская область
1. Айтмухамбетов, Ахметгалий — Свердловский округ
2. Арыстанбеков, Хайдар — Карабалыкский округ
3. Берлин, Дмитрий Иванович — Тарановский округ
4. Бодамбаев, Тусипкан — Амангельдинский округ
5. Брежнев, Леонид Ильич — Кустанайский — Джамбулский округ
6. Ворошилов, Климент Ефремович — Кустанайский — Калининский округ
7. Довгаль, Василий Павлович — Молотовский округ
8. Дыхнов, Николай Васильевич — Пресногорьковский округ
9. Еременко, Лидия Ивановна — Урицкий округ
10. Жаксылыков, Файзулла — Чулаксайский округ
11. Зайчикова, Мария Алексеевна — Джетыгаринский — Сельский округ
12. Исаков, Амангельды — Карасуский округ
13. Кухтин, Фёдор Павлович — Орджоникидзевский округ
14. Мартыненко, Надежда Ивановна — Кустанайский — Сельский округ
15. Назарова, Евдокия Павловна — Кустанайский — Ленинский округ
16. Нурпеисова, Мария — Введенский округ
17. Нурпеисов, Идрис — Тургайский округ
18. Пан, Алексей Андреевич — Карабалыкский — Комсомольский округ
19. Пимонова, Варвара Максимовна — Мендыгаринский округ
20. Плеханов, Анатолий Иванович — Затобольский округ
21. Царев, Александр Александрович — Пешковский округ
22. Рудской, Иван Иванович — Фёдоровский округ
23. Самарец, Анна Макаровна — Ново-Ильинский округ
24. Слажнев, Иван Гаврилович — Семиозерный округ
25. Степанюк, Мария Ильинична — Кушмурунский округ
26. Шарипов, Исагали — Джетыгаринский округ
27. Шипин, Омар — Убаганский округ
28. Юсупов, Исмаил Абдурасулович — Узункульский округ

## Павлодарская область
1. Адилов, Ахмет — Урлютюбский округ
2. Артамонов, Семён Нестерович — Павлодарский — Сельский округ
3. Атамбаев, Утешкали Дусенгалиевич — Майский округ
4. Афонов, Иван Ильич — Максимо-Горьковский округ
5. Бейсенова, Кульша — Березовский округ
6. Боканова, Орыноасар Тукеновна — Краснокутский округ
7. Даиров, Музаппар Даирович — Ермаковский округ
8. Денисов, Иван Иванович — Иртышский округ
9. Дробот, Екатерина Макаровна — Галкинский округ
10. Карманов, Бекен — Лебяжинский округ
11. Мамбетов, Ахмет Исмагулович — Баян-Аульский округ
12. Мамизирова, Антонина Дементьевна — Михайловский округ
13. Миронов, Андрей Сергеевич — Лозовский округ
14. Музыка, Пётр Фёдорович — Цюрупинский ОКРУГ
15. Раденко, Пётр Никифорович — Суворовский округ
16. Сабуров, Максим Захарович Павлодарский — Городской округ
17. Хищук, Алексей Архипович — Майкаинский округ
18. Шевцов, Степан Иванович — Бескарагайский округ
19. Ягодкин, Алексей Николаевич — Павлодарский — Береговой округ

## Северо-Казахстанская область
1. Баукенов, Ислям Баукенович — Петропавловский — Сельский округ
2. Белякова, Евдокия Павловна — Конюховский округ
3. Власенко, Михаил Дмитриевич — Семипольский округ
4. Горохов, Степан Петрович — Мамлютский округ
5. Дарканбаев, Темирбай Байбусинович — Возвышенский округ
6. Долженко, Александр Васильевич — Архангельский округ
7. Ершова, Ольга Николаевна — Петропавловский — Железнодорожный округ
8. Иванов, Алексей Тимофеевич (депутат) — Приишимский округ
9. Калинин, Андрей Андреевич — Ждановский округ
10. Комар, Леонид Михайлович — Тимирязевский округ
11. Конюшевский, Евгений Иванович — Явленский округ
12. Коркина, Мария Андреевна — Советский округ
13. Курлов, Василий Николаевич — Булаевский округ
14. Лапина, Галина Александровна — Соколовский округ
15. Маслова, Валентина Ивановна — Подгорный округ
16. Микоян, Анастас Иванович — Петропавловский — Заводской округ
17. Мусин, Амиржан Куспекович — Октябрьский округ
18. Полипов, Иван Петрович — Петропавловский — Центральный округ
19. Попадько, Алексей Яковлевич — Петропавловский — Привокзальный округ
20. Секачева, Тамара Сергеевна — Промышленный округ
21. Тайбеков, Елубай Базимович — Пресновский округ
22. Успанов, Кабаш Распаевич — Полудинский округ
23. Филькина, Варвара Ивановна — Тарангульский округ

## Семипалатинская область
1. Братишко, Федот Ефремович — Ново-Покровский округ
2. Гавриленко, Ирина Евдокимовна — Чарский округ
3. Грицаенко, Григорий Иванович — Бородулихинский округ
4. Демьяненко, Ксения Фёдоровна — Аягузский — Городской округ
5. Жанбаев, Сагалбай — Семипалатинский — Левобережный округ
6. Запорожцев, Илья Григорьевич — Семипалатинский — Калининский округ
7. Койчубаев, Танаш Койчубаевич — Урджарский округ
8. Макашев, Дюсембек — Акжалский округ
9. Мельник, Григорий Андреевич — Кокпектинский округ
10. Минаев, Филипп Прокопьевич — Заводо-Затонский округ
11. Мустафин, Габиден — Таскескенский округ
12. Нурбаев, Карим — Аягузский — Сельский округ
13. Павлов, Дмитрий Николаевич — Маканчинский округ
14. Портнягина, Анна Семёновна — Жана-Семейский округ
15. Радченко, Клавдия Андреевна — Жарминский округ
16. Сакиева, Куляш Срымбетовна — Семипалатинский — Железнодорожный округ
17. Таутанов, Амангельды — Ново-Шульбинский округ
18. Уменов, Сагидулла — Аксуатский округ
19. Хасенов, Мукаш — Абаевский округ
20. Хливная, Анна Павловна — Некрасовский округ
21. Хлыновская, Екатерина Петровна — Семипалатинский — Привокзальный округ
22. Шверник, Николай Михайлович — Семипалатинский — Центральный округ

## Талды-Курганская область
1. Аблизова, Садатхан — Панфиловский округ
2. Акылбеков, Ильяс — Саркандский округ
3. Алдабергенов, Нурмолда — Карабулаксий округ
4. Алишпанов, Жапаркул — Андреевский округ
5. Ахмеджанова, Шакен — Кугалинский округ
6. Гришагин, Иван Петрович — Коксуйский округ
7. Дутова, Прасковья Ивановна — Талды-Курганский округ
8. Исмагулов, Джакеш — Айна-Булакский округ
9. Карсыбаев, Шакир — Талды-Курганский округ
10. Касенов, Ешей — Матайский округ
11. Камбаров, Нигмет — Уш-Тобинский округ
12. Лебедева, Анастасия Алексеевна — Текелийский округ
13. Ливенцов, Василий Андреевич — Сары-Озекский округ
14. Лукьянец, Иван Куприянович — Октябрьский округ
15. Лютова, Вера Иосифовна — Талды-Курганский округ
16. Мансуров, Аймухамет — Аксуйский округ
17. Неживых, Прасковья Сергеевна — Черкасский округ
18. Нечаева, Дарья Ивановна — Алакульский округ
19. Оралбаев, Бигалий — Копальский округ
20. Сактаганова, Кульжекен — Бурлю-Тюбинский округ
21. Стрельцова, Мария Алексеевна — Сахарозаводской округ
22. Суворов, Дмитрий Александрович — Дзержинский округ
23. Цой, Зя Ир — Каратальский округ

## Южно-Казахстанская область
1. Алибеков, Суттыбай — Чимкентский — Сельский округ
2. Алимкулов, Тулеген — Вознесенский округ
3. Ауэзов, Мухтар Омарханович — Бостандыкский — Молотовский округ
4. Ахметсафин, Уфа Мендыбаевич — Бостандыкский — Сталинский округ
5. Байгалиев, Хаиргалий Байгалиевич — Сары-Агачский округ
6. Бектасов, Калтай — Ленгерский — Кировский округ
7. Бишеев, Абилкасым — Сталинский — Совхозный округ
8. Волощук, Иван Софронович — Георгиевский округ
9. Галайдин, Григорий Спиридонович — Кзыл-Абадский округ
10. Горбунов, Михаил Иванович — Чимкентский — Кагановичский округ
11. Громова, Мария Григорьевна — Миргалимсайский округ
12. Дайрашев, Темирхан — Интернациональный округ
13. Даулбаева, Болсынай — Кзыл-Кумский округ
14. Дауленов, Салькен — Манкентский округ
15. Дюсебаев, Садык — Каратасский округ
16. Егенбаева, Салима — Сайрамский округ
17. Ескендиров, Захан — Ильичевский — Молотовский округ
18. Ешев, Жаныбек — Ташкулакский округ
19. Жиенбаева, Адалат — Туркестанский — Фрунзенский округ
20. Жуманова, Зулхия — Чубаровский округ
21. Иржанов, Амир Иржанович — Кайнар-Булакский округ
22. Кабылбаев, Шракбек — Чаяновский округ
23. Калтаев, Кемпербай — Балыкчинский округ
24. Кастеев, Абылхан — Карабулакский округ
25. Кисанов, Атымтай — Шаульдерский округ
26. Кислицына, Мария Алексеевна — Чимкентский округ
27. Кистауов, Ахметбек Мухамедьярович — Александровский округ
28. Куликов, Владимир Николаевич — Ильичевский округ
29. Маленков, Георгий Максимилианович — Чимкентский — Молотовский округ
30. Моминова, Кулия — Кировский округ
31. Мусин, Амиржан — Туркестанский — Железнодорожный округ
32. Нуртлеуова, Мариякуль — Славянский округ
33. Орлов, Александр Семёнович — Кунградский округ
34. Османова, Иноят — Туркестанский округ
35. Пиченюк, Яков Давыдович — Кантагинский округ
36. Саркиева, Балапан Исмаиловна — Бостандыкский округ
37. Свядощ, Юрий Николаевич — Чимкентский — Ждановский округ
38. Симаков, Каюм Мухамеджанович — Чимкентский — Калининский округ
39. Смирнова, Анна Михайловна — Ванновский округ
40. Танкеев, Байсеит — Арысский округ
41. Тарасенко, Иван Илларионович — Караспанский округ
42. Тастайбеков, Хайруш — Абай-Базарский округ
43. Тастанов, Убби — Сузакский округ
44. Умаров, Ирмет — Борисовский округ
45. Шахабаева, Дамеш — Фогелевский округ
46. Шиналиев, Бейсенбай — Ачисайский округ
47. Шокало, Анна Яковлевна — Чимкентский — Сталинский округ